# Taitianos

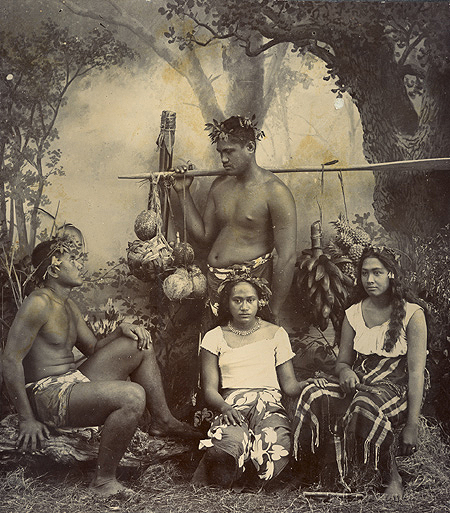
Taitianos, c. 1870–90

Os taitianos, (taitiano: Mā’ohi  ; em francês: tahitiens) são o grupo étnico polinésio indígena do Taiti e treze outras ilhas da Sociedade na Polinésia Francesa. Os números também podem incluir a população moderna nestas ilhas de ascendência polinésia e francesa mista (em francês: demis). Os taitianos indígenas são um dos maiores grupos étnicos polinésios, atrás dos maoris, samoanos e havaianos.

## Período pré-europeu e costumes
Os primeiros colonos polinésios chegaram ao Taiti por volta de 400 dC por meio de navegadores e colonos samoanos através das Ilhas Cook. Durante o período de meio século, houve muitas relações inter-ilhas com comércio, casamentos e expansão polinésia com as ilhas do Havaí e até Rapanui.
Os taitianos originais limparam a terra para cultivo nos férteis solos vulcânicos e construíram canoas de pesca. As ferramentas mais antigas descobertas dos taitianos eram feitas de pedra, osso, concha ou madeira.
Os taitianos eram divididos em três classes principais (ou castas): ari'i, ra'atira e manahune. Os ari'i eram relativamente poucos em número, enquanto os manahune constituíam a maior parte da população e incluíam alguns membros que desempenhavam papéis essenciais na sociedade. Estima-se que, no primeiro contato com os europeus em 1767, a população do Taiti não passava de 40 000, enquanto outras Ilhas da Sociedade possuíam provavelmente 15 a 20 mil pessoas.
Os taitianos dividiam o dia em períodos de luz do dia (ao) e escuridão (pō). Havia também um conceito de medo irracional chamado mehameha, traduzido como sentimentos estranhos. Os curandeiros, familiarizados com remédios de ervas, eram chamados de ta'ata rā'au ou ta'ata rapa'au. No século 19, os taitianos acrescentaram a medicina europeia à sua prática. O mais famoso curandeiro taitiano Tiurai, de ari'i, morreu aos 83 anos durante o surto de influenza no Taiti em 1918.

## Colonização

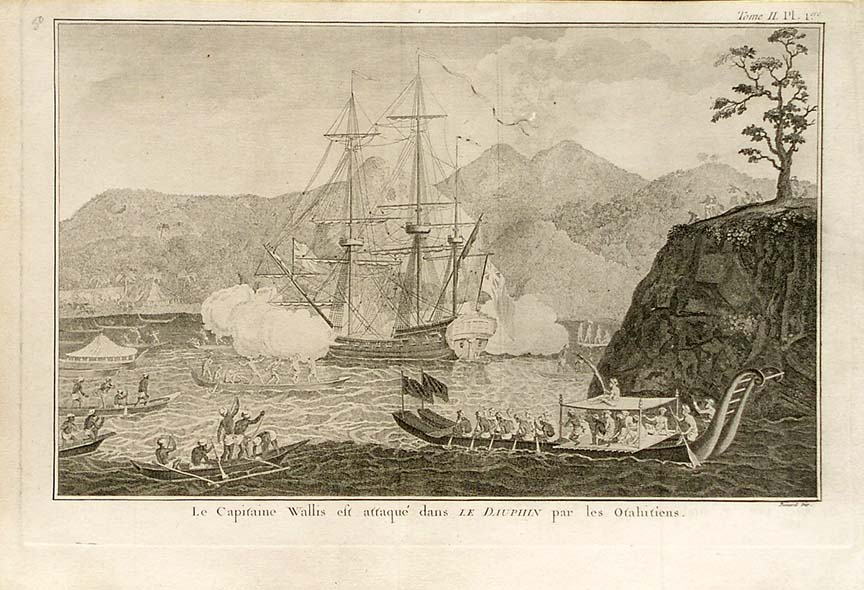
Navio de Wallis HMS Dolphin no Taiti 1767

A colonização do Taiti ocorreu em uma época de rivalidade por recursos do Pacífico por nações europeias colonizadoras, incluindo os franceses e os britânicos. Foi também uma época de rivalidade e luta entre o povo do Taiti e as ilhas vizinhas. Não está claro qual é o primeiro navio europeu a chegar à ilha do Taiti, mas é frequentemente reconhecido como sendo o HMS Dolphin capitaneado pelo capitão britânico Samuel Wallis em 18 de junho de 1767. Ele conheceu um grupo de boas-vindas de taitianos que negociaram com ele. Diferenças culturais levaram a graves erros de comunicação que resultaram em uma batalha na Baía de Matavai entre trezentas canoas de guerra e o HMS Dolphin que disparou contra as canoas de guerra com mosquetes, armas de tombadilho e depois canhões. O chefe taitiano Obera (Purea) ordenou ofertas de paz de seu povo após esta batalha e Wallis e os taitianos chegaram a termos amigáveis quando ele partiu em 27 de julho de 1767. Poucos meses depois, os franceses chegaram em 2 de abril de 1768 com os navios Boudeuse e Etoile capitaneados por Louis-Antoine de Bougainville.
Na década de 1790, os baleeiros europeus chegaram trazendo álcool, prostituição e missionários com sua religião. Na década de 1820, o protestantismo tornou-se a principal religião do Taiti. Os navios europeus traziam doenças para as quais os taitianos tinham pouca ou nenhuma imunidade adquirida, como disenteria, varíola, escarlatina, febre tifóide, doenças venéreas e tuberculose. Como resultado dessas mudanças em 1797, a população do Taiti diminuiu para 16.000 de 40.000 estimados em 1767, quando o navio HMS Dolphin tocou na ilha. O censo de 1881 enumerou cerca de 5.960 taitianos indígenas.

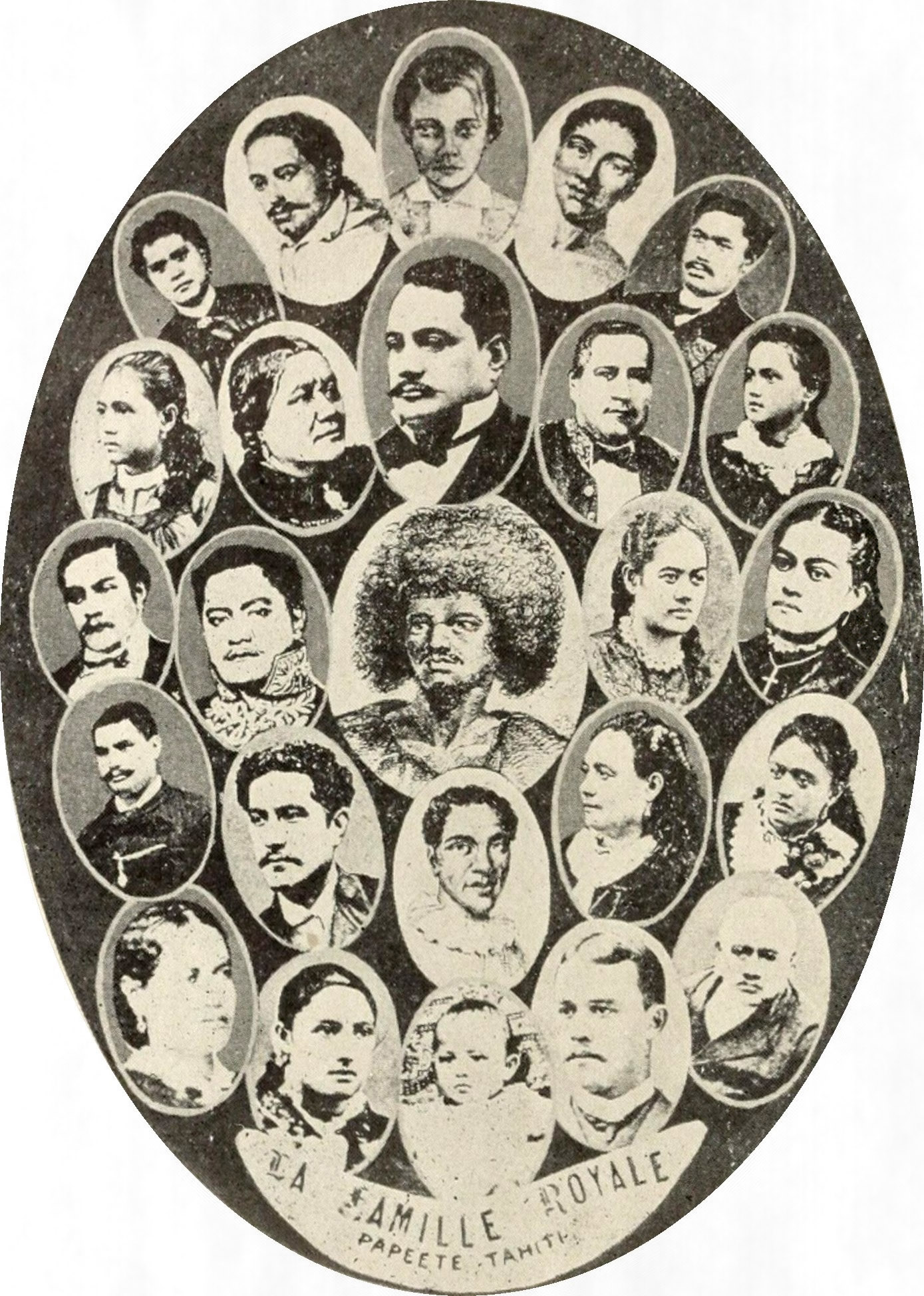
Montagem de pessoas da família real Pōmare

A Dinastia Pōmare ganhou destaque no início da década de 1790 a partir de uma família governante taitiana auxiliada pela proteção de mercenários britânicos, os amotinados do navio HMS Bounty.  Em 29 de junho de 1880, o rei Pōmare V concordou com um tratado de anexação com os franceses. Em 9 de setembro de 1842, foi assinado um tratado de protetorado entre os taitianos e os franceses. O acordo era para a "proteção da propriedade indígena e a manutenção de um sistema judicial tradicional".
Em 1958, as ilhas da região, incluindo o Taiti, foram "reconstituídas como um território ultramarino francês e renomeadas como Polinésia Francesa".
Em 2013, as Nações Unidas listaram a Polinésia Francesa como um território a ser descolonizado.

## Modernidade
Trezentos voluntários taitianos lutaram na Europa na Segunda Guerra Mundial com as Forças Francesas Livres.
No final dos anos 1960 e início dos anos 1970, os poetas taitianos Henri Hiro, Charles Manutahi, Vaitiare e Turo Raapoto lideraram a escrita anticolonial no Taiti. O Deus da Cultura de Hiro implora a Oihanu, o deus taitiano da cultura e da agricultura, para capacitar a 'nova geração'. Três mulheres escritoras - Michou Chaze, Chantal Spitz e Vaitiare exploram os problemas da identificação taitiana na Polinésia Francesa contemporânea. Camponeses e trabalhadores taitianos chamam a si mesmos de 'verdadeiros taitianos' (Ta'ata Tahiti Mau) para distinguir dos parcialmente europeus (Ta'ata 'afa Popa'a). Ao mesmo tempo, os demis frequentemente se identificam como indígenas em termos de cultura e filiação política. Ativistas taitianos como Pouvanaa a Oopa, Francis Sanford e Charlie Ching e os bispos católicos Michel-Gaspard Coppenrath e Hubert Coppenrath são de ascendência parcial.
Muitos nativos foram pintados da vida por Paul Gauguin, que deu títulos taitianos às suas obras. Em Ea haere ia oe (Where Are You Going?), por exemplo, uma jovem pensativa usa a tiara de flores brancas atrás da orelha esquerda, significando prontidão para ter um amante.
Os taitianos são cidadãos franceses e são representados por dois deputados eleitos à Assembleia Nacional francesa e um representante no Senado francês. Os taitianos votam por sufrágio universal adulto em todas as principais eleições francesas.